# اتحاد مستقل
في المصارعة المحترفة، تُعرف "الدائرة المستقلة" (أو الاتحاد المستقل) بأنها الاسم الجماعي للمؤسسات المملوكة بشكل مستقل، والتي تُعتبر أصغر حجمًا وأكثر إقليمية مقارنة بالمؤسسات الوطنية الكبرى.
تُعتبر المؤسسات المستقلة بشكل رئيسي دوريًا ثانويًا أو نظامًا لتطوير المصارعين من خلال المؤسسات الوطنية الأكبر، حيث يعمل المصارعون في الشركات "المستقلة" (وخاصة المصارعين الشباب الذين يبدأون مسيرتهم المهنية) على صقل مهاراتهم بهدف جذب الانتباه والتوقيع مع مؤسسة وطنية كبرى مثل الاتحاد العالمي للمصارعة (WWE) أو مصارعة النخبة لجميع الأوزان (AEW)، أو المصارعة غير المتوقفة بالكامل (TNA) في الولايات المتحدة، أو لوشا ليبري AAA العالمية (Lucha Libre AAA Worldwide) أو المجلس العالمي للمصارعة الحرة (CMLL) في المكسيك، أو المصارعة المحترفة في اليابان (NJPW) أو دراجونغيت (Dragongate) أو المصارعة المحترفة اليابانية (AJPW) أو حلقة النجوم العالمية (Stardom) أو مؤسسات سايبرفايت (CyberFight) في اليابان. كما أنه ليس من غير المألوف أن يظهر المصارعون المخضرمون الذين كانوا قد عملوا في فترات سابقة مع المؤسسات الكبرى في العروض المستقلة، إما كعروض خاصة أو كوسيلة لإطالة مسيرتهم المهنية.